# Friedrich Lose
Friedrich Lose (teilweise auch gelistet mit den Vornamen Frederigo oder Frederico; in älterer Kleist-Literatur irrig als Heinrich Lohse; * 4. Oktober  1776 in Görlitz; † 2. Juni 1833 in Mailand) war ein deutscher Landschaftsmaler, Zeichner, Kupferstecher und Lithograf.

## Leben
Lose arbeitete in Dresden, als er 1801 Heinrich von Kleist und die Töchter des Appellationsgerichtsrates Seyfried Ernst von Schlieben (1740–1786), Henriette und Caroline von Schlieben, kennenlernte. Kleist und er reisten Ende jenes Jahres nach Paris und in die Schweiz. Verheiratet war er mit Caroline geb. von Schlieben (1784–1837), die nach Vorlagen ihres Mannes und nach eigenen Entwürfen Radierungen von italienischen Landschaften und Stadtansichten schuf. Beide lebten und wohnten einige Zeit in Varese und Mailand in Italien. Lose soll 1833 in Mailand in „geistiger Umnachtung“ gestorben sein.